# Wellesley (Ontario)
Wellesley es un municipio canadiense situado en la provincia de Ontario.

## Superficie
Wellesley tiene una superficie de 277,74 km².

## Demografía
En 2021, tenía 11 318 habitantes, una densidad poblacional de 40,8 hab./km², y 3444 viviendas.